# Microsoft Operations Manager
Microsoft Operations Manager (MOM) is een applicatie van Microsoft ter ondersteuning van het operationeel beheer van Microsoft Windows-producten.
MOM wordt vooral in rekencentra ingezet.
MOM is door het bedrijf NetIQ als Operations Manager ontwikkeld en in 2001 verkocht aan Microsoft.
NetIQ verkoopt zelf nog een concurrerend product onder de naam AppManager.
MOM maakt het mogelijk de door Windows-systemen in logbestanden vastgelegde events te analyseren. Met behulp van speciale, door Microsoft ontwikkelde, intelligente scripts (verzameld in Management Packs), is MOM in staat om alerts (waarschuwingsboodschappen) te genereren. Door het inzetten van MOM hoeven de beheerders niet langer zelf handmatig de logbestanden van de Windows-systemen te analyseren, iets waarvoor in de regel de tijd toch al ontbreekt.